# Nenenia virgata
Nenenia virgata é uma espécie de cerambicídeo, endêmica da Austrália.

## Taxonomia
Em 1897, a espécie foi descrita por Blackburn, com base num espécime encontrado no estado australiano de Queensland.

## Biologia
Os adultos têm um comprimento que varia de 8 a 11 mm. Apresentam atividade durante o período de outubro a janeiro. São frequentes nas flores de Syzygium smithii.

## Distribuição
A espécie é endêmica da Austrália, na qual ocorre nos estados de Queensland. e Nova Gales do Sul.